# 和田高甫
和田 高甫（わだ こうほ、昭和46年（1971年） - ）は、日本の華道家。未生流宗家家元。

## 略歴
1971年、大阪府大阪市船場生まれ。1994年、明治大学商学部卒業。1998年社団法人華道未生流（総家）家元襲名。世界で唯一の技術を持つ華道家として知られ、高麗橋の華道未生流総家元会館を拠点とする。聖武天皇の一周忌で用いられた竹の花かごなどを所有。伝承芸術いけばなと現代美術造形の両極を模索している。

## 著作
- 『未生―花の哲理』（創元社、2004)